# Língua ottawa

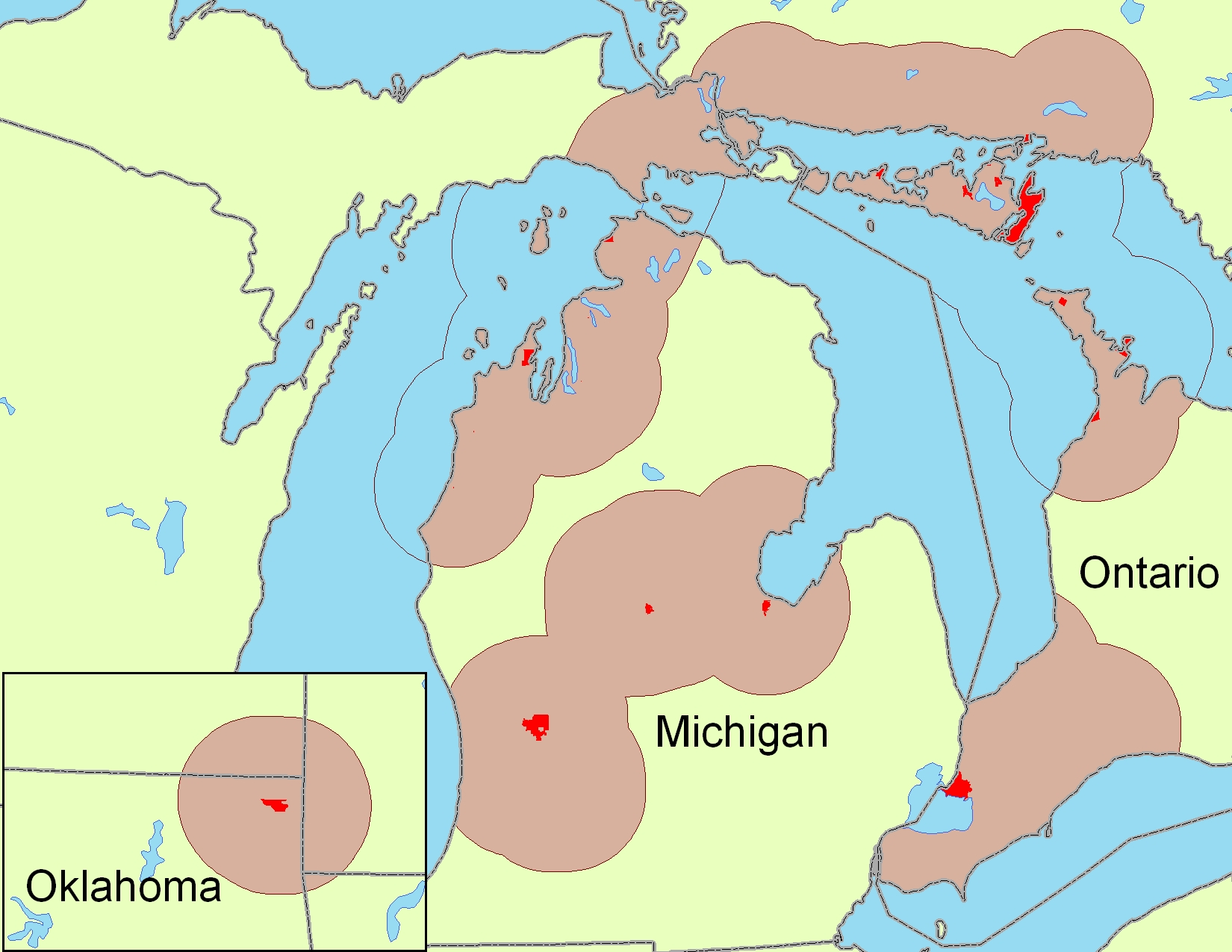
População Ottawa em Ontário, Michigan e Oklahoma – Reservas em vermelho

Ottawa (or Odawa) é em verdade um dialeto da língua ojíbua falado pelo povo Odawa no sul de Ontário (Canadá) e no norte de Michigan (Estados Unidos. Alguns descendentes de falantes da língua Ottwa vivem no Kansa e em Oklahoma. O primeiro encontro de europeus com falantes da língua se registrou em 1615. O explorador Samuel de Champlain os encontrou às margens norte da Baía Georgiana (Lago Huron. A língua é escrita com o alfabeto latino e seus falantes a chamam de Nishnaabemwin ("falam a língua nativa”) ou  Daawaamwin "falam Ottawa".

## Características
Ottawa é o dialetos do Ojíbua que sofreu mais modificações linguísticas , embora ainda compartilhe muitas características com os demais dialetos. A diferença mais significativa é o padrão penetrante da síncope que elimina vogais curtas em muitas palavras, o que resulta em grandes mudanças fonéticas na pronúncia. Essa e outras inovações na pronúncia, junto com mudanças na morfologia linguística e no vocabulário diferenciam bem o Ottawa das demais variantes Ojíbuas.
Do mesmo modo que outros dialetos Ojíbue, a gramática do Ottawa inclui distinção de gênero gramatical para Animado – Inanimado e também para gênero (macho-fêmea) com sub-classes de verbos que dependem do gênero, com combinações de prefixos e sufixos que se conectam com classes verbais e complexos padrões para formação de palavras. Ottawa distingue ainda dois tipos de 3ª pessoa: uma com indicação de maior proximidade (física) com uma frase nominal que dá mais ênfase no discurso e uma com maior distanciamento com uma frase nominal que lhe reduz a importância

## Extinção
Os falantes de Ottawa estão conscientes e preocupados com a eventual e provável extinção da língua, uma vez que cada vez mais Ottawas dão preferência a falar inglês, deixando de falar fluentemente a língua da etnia. Têm havido esforços para revitalizar o idioma pela sua inclusão como 2ª língua nas escolas das comunidades Ottawas.

## Amostra de texto
Ngoding kiwenziinh ngii-noondwaaba a-dbaajmod wshkiniigkwen gii-ndodmaagod iw wiikwebjigan. Wgii-msawenmaan niw wshkinwen. Mii dash niw kiwenziinyan gii-ndodmawaad iw wiikwebjigan, gye go wgii-dbahmawaan. Mii dash gii-aabjitood maaba wshkiniigkwe iw mshkiki gaa-giishpnadood. Mii dash maaba wshkinwe gaa-zhi-gchi-zaaghaad niw wshkiniigkwen. Gye go mii gii-wiidgemaad, gye go mii wiiba gii-yaawaawaad binoojiinyan. Aapji go gii-zaaghidwag gye go gii-maajiishkaawag.
Português
Certa vez ouvi um homem idoso como uma jovem lhe perguntar pelo elixir do amor. Ela estava apaixonada por um jovem rapaz. Assim, ela pediu ao homem mais velho por um elixir do amor e lhe pagou por isso. Então, a jovem mulher usou o elixir que havia comprado. Desse modo, o homem jovem consequentemente amou muito a jovem mulher. Ele se casou com ela e logo tiveram filhos.  Eles dois se amaram muito e foram muito felizes. ( “Love Medicine” - Andrew Medler)

## Fonologia
Ottawa apresenta 17 sons consoantes e sete sons vogais orais, havendo também vogais longas e nasais cujo real status fonológico ainda não é claro para os especialistas. Aui, as palavras Ottawa  estão escritas na moderna ortografia da língua, com transcrições fonéticas conforme IPA quando isso se faz necessário.

### Consoantes
A tabela de consoantes a seguir usa simbologia da moderna ortigrafia e o correspondente símbolo [[IPA}}:
|                     |                     | Bilabial | Dental / Alveolar | Postalveolar / Palatal | Velar   | Glotal |
| ------------------- | ------------------- | -------- | ----------------- | ---------------------- | ------- | ------ |
| Oclusiva            | Lenis               | b        | d                 |                        | g       |        |
| Oclusiva            | Fortis              | p [pːʰ]  | t [tːʰ]           |                        | k [kːʰ] |        |
| Oclusiva            | Glotal oclusiva     |          |                   |                        |         | h [ʔ]  |
| Fricativa           | Lenis               |          | z                 | zh [ʒ]                 |         |        |
| Fricativa           | Fortis              | (f)*     | s [sː]            | sh [ʃː]                |         |        |
| Africade            | Lenis               |          |                   | j [dʒ]                 |         |        |
| Africade            | Fortis              |          |                   | ch [tʃːʰ]              |         |        |
| Nasal oclusiva      | Nasal oclusiva      | m        | n                 |                        |         |        |
| Aproximante (Glide) | Aproximante (Glide) |          | (r)*, (l)*        | y [j]                  | w       |        |

* Os sons f, r, l entre parêntes só ocorrem em palavras de origem inglesa.

### Vogais
Ottawa apresenta sete vogais Orais, quatro Longas e três Curtas. São quatro as Vogais logas e nasais cujo “status” seja como fonmemas ou como alofones (variantes previsíveis) não é claro. As vogais longas /iː, oː, aː/tem como seus paresa curtos as vogais /i, o, a/, , sendo escritas pela duplicação das letras ii, oo, aa, ficando i, o, acomo representação das vogais curtas. A distinção fonológica entre vogais Longas e Curtas é de suma importância na pronúncia Ottawa, pois somente as vogais curtas podem ter uma métrica fraca e ir para a síncope. Vogais longas, por sua vez, são sempre metricamente fortes e nunca desaparecem na fala.
|         | Anterior | Central   | Posterior    |
| ------- | -------- | --------- | ------------ |
| Fechada | ii [iː]  |           |              |
| Fechada | i [ɪ]    |           |              |
| Média   | e [eː]   |           | oo [oː]~[uː] |
| Média   |          | o [ʊ]~[ə] |              |
| Aberta  |          |           | aa [ɑː]      |
| Aberta  |          | a [ə]~[ɑ] |              |

Vejam-se aqui as distinções de significado com o uso de vogais longas:
| Vogal 'Nasal' | Exemplo    | Português          |
| ------------- | ---------- | ------------------ |
| iinh          | kiwenziinh | "homem idoso"      |
|               | wesiinh    | "(pequeno) animal" |
|               |            |                    |
| enh           | mdimooyenh | "mulher idosa"     |
|               | nzhishenh  | "meu tio"          |
|               |            |                    |
| aanh          | bnaajaanh  | "passarinho"       |
|               |            |                    |
| oonh          | zhashkoonh | "rato-almiscarado" |
|               | boodoonh   | "Girino"           |

## Bilbliografia
Extensa bibliografia em língua inglesa:
- Cappel, Constance. 2007, The Smallpox Genocide of the Odawa Tribe at L'Arbre Croche, 1763: The History of a Native American People, Edwin Mellen Press.
- Norris, Mary Jane. 1998. Canada's Aboriginal languages. Canadian Social Trends (Winter): 8–16
- Rhodes, Richard A. 1979. "Some aspects of Ojibwa discourse." W. Cowan, ed., Papers of the 10th Algonquian Conference, pp. 102–117. Ottawa: Carleton University. ISBN 0-7709-0059-3
- Rhodes, Richard A. 1980. "On the semantics of the instrumental finals in Ojibwa." W. Cowan, ed., Papers of the 11th Algonquian Conference, pp. 183–197. Ottawa: Carleton University. ISBN 0-7709-0076-3
- Rhodes, Richard A. 1981. "On the Semantics of the Ojibwa Verbs of Breaking." W. Cowan, ed., Papers of the 12th Algonquian Conference, pp. 47–56. Ottawa: Carleton University. ISBN 0-7709-0116-6
- Rhodes, Richard A. 1982. "Algonquian Trade Languages." W. Cowan, ed., Papers of the 13th Algonquian Conference, pp. 1–10. Ottawa: Carleton University. ISBN 0-7709-0123-9
- Rhodes, Richard A. 1983. "Some Comments on Ojibwa Ethnobotany." W. Cowan, ed., Actes du 14e Congrès des Algonquinistes, pp. 307–320. Ottawa: Carleton University. ISBN 0-7709-0126-3
- Rhodes, Richard A. 1984. "Baseball, Hotdogs, Apple Pie, and Chevrolets." W. Cowan, ed., Papers of the 15th Algonquian Conference, pp. 373–388. Ottawa: Carleton University. ISBN 0-7709-0165-4
- Rhodes, Richard A. 1985. "Metaphor and Extension in Ojibwa." W. Cowan, ed., Papers of the 16th Algonquian Conference, pp. 161–169. Ottawa: Carleton University. ISSN 0831-5671
- Rhodes, Richard A. 1988. "Ojibwa Politeness and Social Structure." W. Cowan, ed., Papers of the 19th Algonquian Conference, pp. 165–174. Ottawa: Carleton University. ISSN 0831-5671
- Rhodes, Richard A. 1991. "On the Passive in Ojibwa." W. Cowan, ed., Papers of the 22nd Algonquian Conference, pp. 307–319. Ottawa: Carleton University. ISSN 0031-5671 Erro de parâmetro em {{ISSN}}: ISSN inválido.
- Rhodes, Richard A. 1998. "The Syntax and Pragmatics of Ojibwe Mii." D. H. Pentland, ed., Papers of the 29th Algonquian Conference, pp. 286–294. Winnipeg: University of Manitoba. ISSN 0031-5671 Erro de parâmetro em {{ISSN}}: ISSN inválido.
- Rhodes, Richard. 2002. "Multiple Assertions, Grammatical Constructions, Lexical Pragmatics, and the Eastern Ojibwe-Chippewa-Ottawa Dictionary."  William Frawley, Kenneth C. Hill, & Pamela Munro, eds., Making Dictionaries: Preserving Indigenous Languages of the Americas, pp. 108–124. Berkeley: University of California Press. 108-124. ISBN 978-0-520-22996-9
- Rhodes, Richard A. 2004. "Alexander Francis Chamberlain and the language of the Mississaga Indians of Skugog." H.C. Wolfart, ed., Papers of the 35th Algonquian Conference, pp. 363–372. Winnipeg: University of Manitoba. ISSN 0031-5671 Erro de parâmetro em {{ISSN}}: ISSN inválido.
- Rhodes, Richard. 2005. "Directional pre-verbs in Ojibwe and the registration of path." H.C. Wolfart, ed., Papers of the Thirty-sixth Algonquian Conference, pp. 371–382. Winnipeg: University of Manitoba. 371-382. ISSN 0831-5671
- Toulouse, Isadore. 2008. Kidwenan: An Ojibwe language book. Third Edition. Southampton, ON: Ningwakwe Press. ISBN 978-1-896832-96-8
- Williams, Shirley I. 2002. Gdi-nweninaa: Our sound, our voice. Peterborough, ON: Neganigwane. ISBN 0-9731442-1-1
- Baraga, Frederic. 1832. Otawa anamie-misinaigan. Detroit: George L. Whitney.
- Baraga, Frederic. 1878. A Dictionary of the Otchipwe Language, Explained in English. A New edition, by a missionary of the Oblates. Part I, English-Otchipwe; Part II, Otchipwe-English. Montréal: Beauchemin & Valois. Reprint (in one volume), Minneapolis: Ross and Haines, 1966, 1973.
- Blackbird, Andrew J. 1887. History of the Ottawa and Chippewa Indians of Michigan: A grammar of their language, and personal and family history of the author. Retrieved April 10, 2009. Ypsilanti, MI: The Ypsilantian Job Printing House. (Reprinted as: Complete both early and late history of the Ottawa and Chippewa Indians of Michigan [etc.]. Harbor Springs, MI. Babcock and Darling.)
- Bloomfield, Leonard. 1958. Eastern Ojibwa: Grammatical sketch, texts and word list. Ann Arbor: University of Michigan Press.
- Bright, William, 2004. Native American Place Names of the United States. Norman: University of Oklahoma Press. ISBN 0-8061-3598-4
- Campbell, Lyle. 2004. Historical linguistics: An introduction. Second edition. Cambridge, MA: The MIT Press. ISBN 0-262-53267-9
- Cappel, Constance, ed. 2006. Odawa Language and Legends: Andrew J. Blackbird and Raymond Kiogima. Philadelphia: Xlibris. ISBN 978-1-59926-920-7
- Clifton, James. 1978. "Potawatomi." Bruce Trigger, ed., The Handbook of North American Indians, Volume 15. Northeast, pp. 725–742. Washington, D.C.: The Smithsonian Institution. ISBN 0-16-004575-4
- Corbiere, Alan. 2003. "Exploring historical literacy in Manitoulin Island Ojibwe." H.C. Wolfart, ed., Papers of the thirty-fourth Algonquian conference, pp. 57–80. Winnipeg: University of Manitoba. ISSN 0031-5671 Erro de parâmetro em {{ISSN}}: ISSN inválido.
- Dawes, Charles E. 1982. Dictionary English-Ottawa Ottawa-English. No publisher given.
- Feest, Johanna, and Christian Feest. 1978. "Ottawa." Bruce Trigger, ed., The Handbook of North American Indians, Volume 15. Northeast, pp. 772–786. Washington, D.C.: The Smithsonian Institution. ISBN 0-16-004575-4
- Fox, William A. 1990. "The Odawa." Chris J. Ellis and Neal Ferris, eds., The archaeology of Southern Ontario to A.D. 1650, pp. 457–473. Occasional Publications of the London Chapter, Ontario Archaeological Society Inc., Publication Number 5. ISBN 0-919350-13-5
- Fox, Francis and Nora Soney with Richard Rhodes. 1988. "Chippewa-Ottawa texts." John Nichols, ed., An Ojibwe text anthology, pp. 33–68. London: The Centre for Teaching and Research of Canadian Native Languages, University of Western Ontario. ISBN 0-7714-1046-8
- Goddard, Ives. 1979. "Comparative Algonquian.” Lyle Campbell and Marianne Mithun, eds, The languages of Native America, pp. 70–132. Austin: University of Texas Press. ISBN 0-292-74624-5
- Goddard, Ives. 1994. "The West-to-East Cline in Algonquian Dialectology." William Cowan, ed., Papers of the 25th Algonquian Conference, pp. 187–211. Ottawa: Carleton University. ISSN 0031-5671 Erro de parâmetro em {{ISSN}}: ISSN inválido.
- Goddard, Ives. 1996. "Writing and reading Mesquakie (Fox)." W. Cowan, ed., Papers of the twenty-seventh Algonquian conference, pp. 117–134. Ottawa: Carleton University. ISSN 0031-5671 Erro de parâmetro em {{ISSN}}: ISSN inválido.
- Goddard, Ives. 1996a. "Introduction." Ives Goddard, ed., The Handbook of North American Indians, Volume 17. Languages, pp. 1–16. Washington, D.C.: The Smithsonian Institution. ISBN 0-16-048774-9
- Goddard, Ives. 1996b. "The description of the native languages of North America before Boas." Ives Goddard, ed., The Handbook of North American Indians, Volume 17. Languages, pp. 17–42. Washington, D.C.: The Smithsonian Institution. ISBN 0-16-048774-9
- Gordon Jr., Raymond. 2005. Ethnologue: Languages of the World, 15th edition. Ethnologue entry for Ottawa. Online entry for Ottawa retrieved March 27, 2009. Dallas: SIL International. ISBN 978-1-55671-159-6
- Hanzeli, Victor. 1961. Early descriptions by French missionaries of Algonquian and Iroquoian languages: A study of seventeenth- and eighteenth-century practice in linguistics. PhD dissertation. Indiana University. Bloomington.
- Hanzeli, Victor. 1969. Missionary linguistics in New France: A study of seventeenth- and eighteenth-century descriptions of American Indian languages. The Hague: Mouton.
- Hock, Hans Heinrich. 1991. Principles of historical linguistics. Second edition. Berlin: Mouton de Gruyter. ISBN 3-11-012962-0
- Hockett, Charles F. 1958. A course in modern linguistics. New York: MacMillan.
- Intertribal Wordpath Society. Status of Indian Languages in Oklahoma. Intertribal Wordpath Society. Norman, OK. Retrieved April 6, 2009.
- Johnston, Basil. 1979. Ojibway language lexicon for beginners. Ottawa: Education and Cultural Support Branch, Indian and Northern Affairs.
- Johnston, Basil. 2007. Anishinaube Thesaurus. East Lansing: Michigan State University Press. ISBN 978-0-87013-753-2
- Kaye, Jonathan, Glyne Piggott and Kensuke Tokaichi, eds. 1971. Odawa language project. First Report. Toronto: University of Toronto Anthropology Series 9.
- Kegg, Maude. 1991. Edited and transcribed by John D. Nichols. Portage Lake: Memories of an Ojibwe Childhood. Edmonton: University of Alberta Press. ISBN 0-8166-2415-1
- Linguistic and cultural affiliations of Canada Indian bands. 1980. Indian and Inuit Affairs Program. Research Branch: Corporate Policy. Ottawa: Indian and Northern Affairs Canada.
- McGregor, Gregor with C. F. Voegelin. 1988. "Birch Island Texts." Edited by Leonard Bloomfield and John D. Nichols. John Nichols, ed., An Ojibwe text anthology, pp. 107–194. London: The Centre for Teaching and Research of Canadian Native Languages, University of Western Ontario. ISBN 0-7714-1046-8
- Mithun, Marianne. 1999. The Languages of Native North America. Cambridge: University Press. ISBN 0-521-23228-7
- Native Language Instructors' Program. Native Language Instructors' Program, Lakehead University Faculty of Education, Lakehead University. Thunder Bay, Ontario, Canada. Retrieved on March 27, 2009. *Nichols, John. 1980. Ojibwe morphology. PhD dissertation, Harvard University.
- Nichols, John D. and Leonard Bloomfield, eds. 1991. The dog’s children. Anishinaabe texts told by Angeline Williams. Winnipeg: Publications of the Algonquian Text Society, University of Manitoba. ISBN 0-88755-148-3
- Nichols, John and Earl Nyholm. 1995. A concise dictionary of Minnesota Ojibwe. St. Paul: University of Minnesota Press. ISBN 0-8166-2427-5
- Nichols, John and Lena White. 1987. Nishnaabebii’gedaa: Exercises in writing for speakers of Central Ojibwa and Odawa. University of Manitoba: Readers and Studies Guides, Department of Native Studies. ISSN 0711-382X
- Ningewance, Patricia. 1999. Naasaab izhi-anishinaabebii'igeng: Conference report. A conference to find a common Anishinaabemowin writing system. Toronto: Queen's Printer for Ontario. ISBN 0-7778-8695-2
- O'Meara, Frederick. 1844. Kaezhetabwayandungebun kuhya kaezhewaberepun owh anuhmeaud keahneshnahbabeèegahdag keahnekenootahtahbeung. Retrieved April 10, 2009. Cobourgh [Ont.] : Printed at the Diocesan Press for the Church Society of the Diocese of Toronto, 1844.
- O’Meara, Frederick. 1854. Ewh oowahweendahmahgawin owh tabanemenung Jesus Christ: keahnekuhnootuhbeegahdag anwamand egewh ahneshenahbag Ojibway anindjig: keenahkoonegawaud kuhya ketebahahmahgawaud egewh mahyahmahwejegajig Society for Promoting Christian Knowledge ewede London anduhzhetahwaud. [New Testament in Ojibwe] Retrieved April 10, 2009. Toronto: H. Rowsell.
- Pentland, David. 1996. "An Ottawa letter to the Algonquin chiefs at Oka." Brown, Jennifer and Elizabeth Vibert, eds., Reading beyond words: Contexts for Native history, pp. 261–279. Peterborough, ON: Broadview Press. ISBN 1-55111-070-9
- Piggott, Glyne L. 1980. Aspects of Odawa morphophonemics. New York: Garland. (Published version of PhD dissertation, University of Toronto, 1974) ISBN 0-8240-4557-2
- Piggott, Glyne L., ed. 1985. Three stories from the Odawa language project. Algonquian and Iroquoian Linguistics, Readers and Study Guides. Winnipeg: Department of Native Studies, University of Manitoba. ISSN 0711-382X
- Piggott, Glyne L., ed. 1985a. Stories of Sam Osawamick from the Odawa language project. Algonquian and Iroquoian Linguistics, Readers and Study Guides. Winnipeg: Department of Native Studies, University of Manitoba. ISSN 0711-382X
- Piggott, Glyne and Jonathan Kaye, eds. 1973. Odawa language project. Second report. Toronto: University of Toronto Linguistics Series 1.
- Pilling, James Constantine. 1891. Bibliography of the Algonquian languages. Bureau of American Ethnology Bulletin 13. Washington: Government Printing Office.
- Rayburn, Alan. 1997. Place names of Ontario. Toronto: University of Toronto Press. ISBN 0-8020-0602-7
- Rhodes, Richard. 1976. The morphosyntax of the Central Ojibwa verb. PhD dissertation, University of Michigan.
- Rhodes, Richard. 1976a. "A preliminary report on the dialects of Eastern Ojibwa–Odawa." W. Cowan, ed., Papers of the seventh Algonquian conference, pp. 129–156. Ottawa: Carleton University.
- Rhodes, Richard. 1982. "Algonquian trade languages." William Cowan, ed., Papers of the thirteenth Algonquian conference, pp. 1–10. Ottawa: Carleton University. ISBN 0-7709-0123-9
- Rhodes, Richard A. 1985. Eastern Ojibwa-Chippewa-Ottawa Dictionary. Berlin: Mouton de Gruyter. ISBN 3-11-013749-6
- Rhodes, Richard and Evelyn Todd. 1981. "Subarctic Algonquian languages." June Helm, ed., The Handbook of North American Indians, Volume 6. Subarctic, pp. 52–66. Washington, D.C.: The Smithsonian Institution. ISBN 0-16-004578-9
- Ritzenthaler, Robert. 1978. "Southwestern Chippewa." Bruce Trigger, ed., The Handbook of North American Indians, Volume 15. Northeast, pp. 743–759. Washington, D.C.: The Smithsonian Institution. ISBN 0-16-004575-4
- Rogers, Edward. 1978. "Southeastern Ojibwa." Bruce Trigger, ed., The Handbook of North American Indians, Volume 15. Northeast, pp. 760–771. Washington, D.C.: The Smithsonian Institution. ISBN 0-16-004575-4
- Todd, Evelyn. 1970. A grammar of the Ojibwa language: The Severn dialect. PhD dissertation, University of North Carolina, Chapel Hill.
- Valentine, J. Randolph. 1994. Ojibwe dialect relationships. PhD dissertation, University of Texas, Austin.
- Valentine, J. Randolph. 1998. Weshki-bimaadzijig ji-noondmowaad. 'That the young might hear': The stories of Andrew Medler as recorded by Leonard Bloomfield.  London, ON: The Centre for Teaching and Research of Canadian Native Languages, University of Western Ontario. ISBN 0-7714-2091-9
- Valentine, J. Randolph. 2001. Nishnaabemwin Reference Grammar. Toronto: University of Toronto Press. ISBN 0-8020-4870-6
- Various Languages Spoken (147), Age Groups (17A) and Sex (3) for the Population of Canada, Provinces, Territories, Census Metropolitan Areas and Census Agglomerations, 2006 Census - 20% Sample Data. 2006. Statistics Canada. Retrieved on March 31, 2009.
- Walker, Willard. 1996. "Native writing systems." Ives Goddard, ed., The Handbook of North American Indians, Volume 17. Languages, pp. 158–184. Washington, D.C.: The Smithsonian Institution. ISBN 0-16-048774-9
- Whitefish River First Nation Community Web Site. Retrieved on March 27, 2009.
- Wilder, Julie, ed. 1999. Wiigwaaskingaa / Land of birch trees: Ojibwe stories by Arthur J. McGregor. Ojibwe editor Mary E. Wemigwans. Hobbema, AB: Blue Moon Publishing. ISBN 0-9685103-0-2
- Wolfart, H. Christoph. 1989. "Lahontan's best-seller." Historiographia Linguistica 16: 1–24.